# Salade russe (Malmedy)
Ne doit pas être confondu avec Salade russe.
La salade russe est un mets consommé, à l'origine, pendant le Cwarmê, le carnaval de Malmedy (province de Liège, Belgique).

## Origine

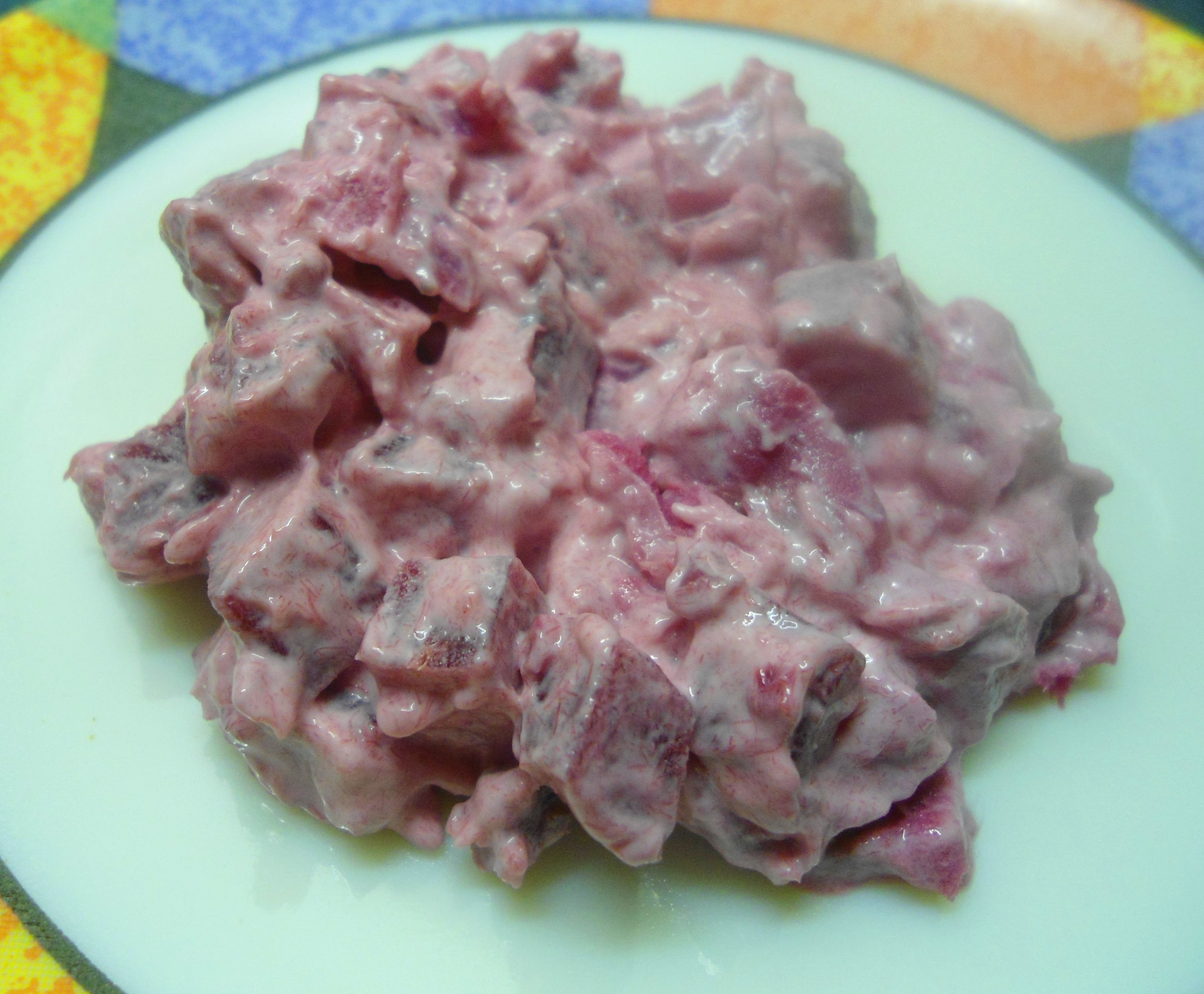
La salade russe de Malmedy.

Cette salade est composée d'ingrédients tellement hétéroclites qu'elle a pris le nom de « salade russe » (elle est différente de la salade russe originelle). C'est une version de la salade russe « harengs sous la fourrure ». 
La salade russe a l'avantage d'être préparée avant le Cwarmê, ce qui débarrasse la ménagère des soucis culinaires durant les jours du carnaval. En principe, elle se consomme pendant les quatre jeudis gras qui précèdent le carnaval puis pendant les quatre jours du Cwârmè proprement dit. Autre avantage : son apport calorique est utile aux participants du carnaval en période d'hiver. Elle permet de remettre les estomacs d'aplomb, après les nombreux verres de bière avalés par les participants. Même si elle ne constitue plus l'essentiel de l'alimentation pendant le carnaval, la salade russe est restée le plat des jours gras. Depuis le XIXe siècle, la recette s'est enrichie de nombreux ingrédients et chaque ménage a d'ailleurs la sienne. Nous en proposons ici une des nombreuses variantes. La salade russe se mange froide et à tout moment de la journée. Elle a une couleur rose due à la présence de betteraves rouges parmi les ingrédients,.
Aujourd'hui, la consommation de la salade russe ne se limite plus à Malmedy et à ses fêtes carnavalesques. On en trouve de plus en plus en province de Liège, surtout pendant la période hivernale.

## Ingrédients
Chaque Malmédien possède sa propre recette de salade russe.
Néanmoins, les ingrédients suivants sont le plus souvent utilisés :
- harengs au vinaigre (roll-mops)
- betteraves rouges en dés
- pommes en dés
- mayonnaise

On peut aussi y ajouter :
- viande de porc bouillie
- pommes de terre en dés
- oignons au vinaigre en lamelles ou petits oignons
- céleri-rave cuit en morceaux
- cornichons au vinaigre
- cerneaux de noix écrasés
- œufs durs en tranches